# 요나 토이비오
요나 마르코 알렉시 토이비오(핀란드어: Joona Marko Aleksi Toivio, 1988년 3월 10일 ~ )는 핀란드의 프로 축구 선수로, 현재 수비수로 활약하고 있다. 토이비오는 2011-21년 시즌 핀란드 국가대표팀의 핵심 수비수였다.
클루비 04, AZ, 텔스타, 몰데, 유르고르덴, 테르말리차 니에치에차에서 활약한 바 있다.

## 어린 시절
토이비오의 부모는 위탁 부모로 일했으며, 토이비오는 성장하는 동안 많은 형제자매를 두었다.

## 구단 경력

### 초기 경력
선수 생활 초기에는 맨체스터 유나이티드에서 입단 테스트를 받기 전까지 HJK의 1군 팀에서 훈련 중이었다. 실패로 돌아갔지만 나중에 AZ로 계약했다. AZ에서 2년 동안 단 한 번도 출전하지 못했고, 텔스타에서 임대 생활을 보낸 후 2010년 1월, 스웨덴 클럽 유르고르덴으로 이적하기로 결정했다.

### 몰데
2013년 3월 13일, 토이비오는 사우샘프턴으로 이적한 베가르드 포렌의 후임으로 노르웨이 클럽 몰데와 계약했다. 이적료는 50만 유로로 알려졌다.
2013년 11월 23일, 그는 2013년 노르웨이 풋볼 컵 결승전에서 로센보르그를 4-2로 꺾고 교체 투입되었다. 몰데는 이듬해에도 노르웨이 컵 결승에 진출했고, 이번에는 토이비오가 몰데가 오드를 2-0으로 꺾고 다시 한 번 챔피언에 오르며 경기를 시작했다.

### HJK
2021년 11월 1일, 그는 2022년부터 HJK와 3년 계약을 체결했다.

## 국가대표팀 경력
토이비오는 U-21 국가대표팀의 주장으로 미드필더와 수비수 모두에서 활약했다.
2011년 시니어 데뷔 이후 토이비오는 핀란드 국가대표팀에 70번 이상 출전했다.
2021년 6월, 토이비오는 일정이 변경된 UEFA 유로 2020 토너먼트의 최종 26인 명단에 선정되었다. 이 경기는 핀란드의 첫 메이저 대회 출전이었다. 토이비오는 6월 12일, 코펜하겐에서 열린 덴마크와의 경기에서 1-0으로 승리하며 핀란드의 첫 경기를 시작했다. 경기는 그늘에 가려졌고 처음에는 덴마크 미드필더 크리스티안 에릭센의 경기장 붕괴와 심정지로 인해 경기가 중단되었다. 그는 다른 두 차례의 조별 리그 경기에도 출전했다.
토이비오는 2021년 11월 16일, 프랑스와의 2022년 FIFA 월드컵 예선 경기를 끝으로 동료 센터백 파울루스 아라유리와 함께 국가대표 축구에서 은퇴한다고 발표했다.